# Sant'Egidio alla Vibrata
Sant'Egidio alla Vibrata é uma comuna italiana da região dos Abruzos, província de Teramo, com cerca de 8.814 habitantes. Estende-se por uma área de 18 km², tendo uma densidade populacional de 490 hab/km². Faz fronteira com Ancarano, Ascoli Piceno (AP), Civitella del Tronto, Folignano (AP), Maltignano (AP), Sant'Omero, Torano Nuovo.

## Demografia
| Variação demográfica do município entre 1861 e 2011                               |
|                                                                                   |
| Fonte: Istituto Nazionale di Statistica (ISTAT) - Elaboração gráfica da Wikipedia |